# Flüchtlingslager Kigeme

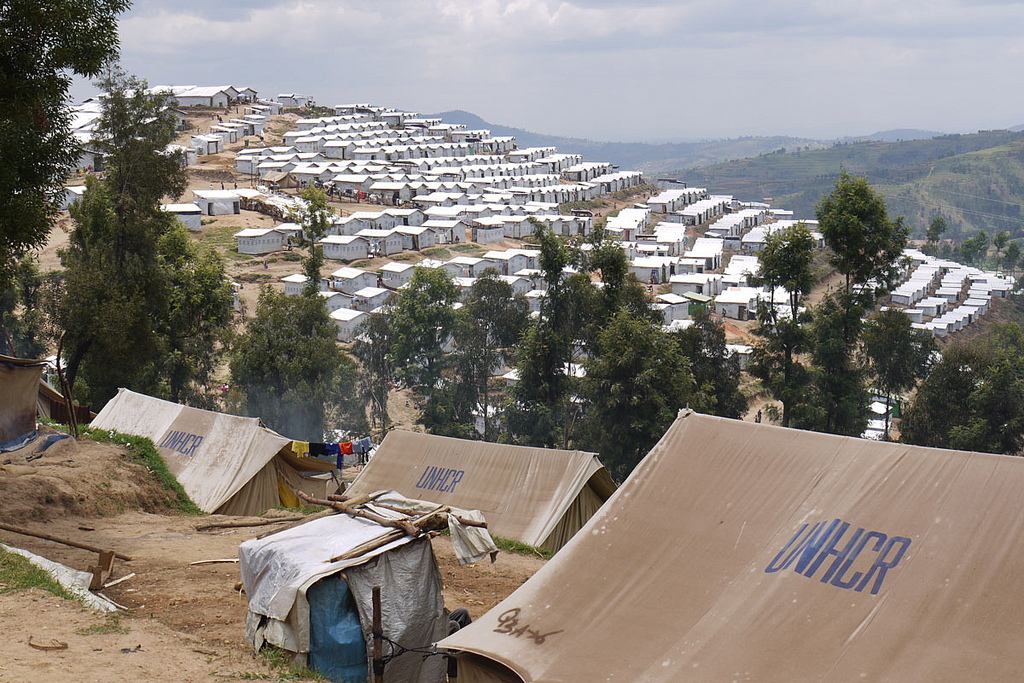
Das Flüchtlingslager im Jahr 2012

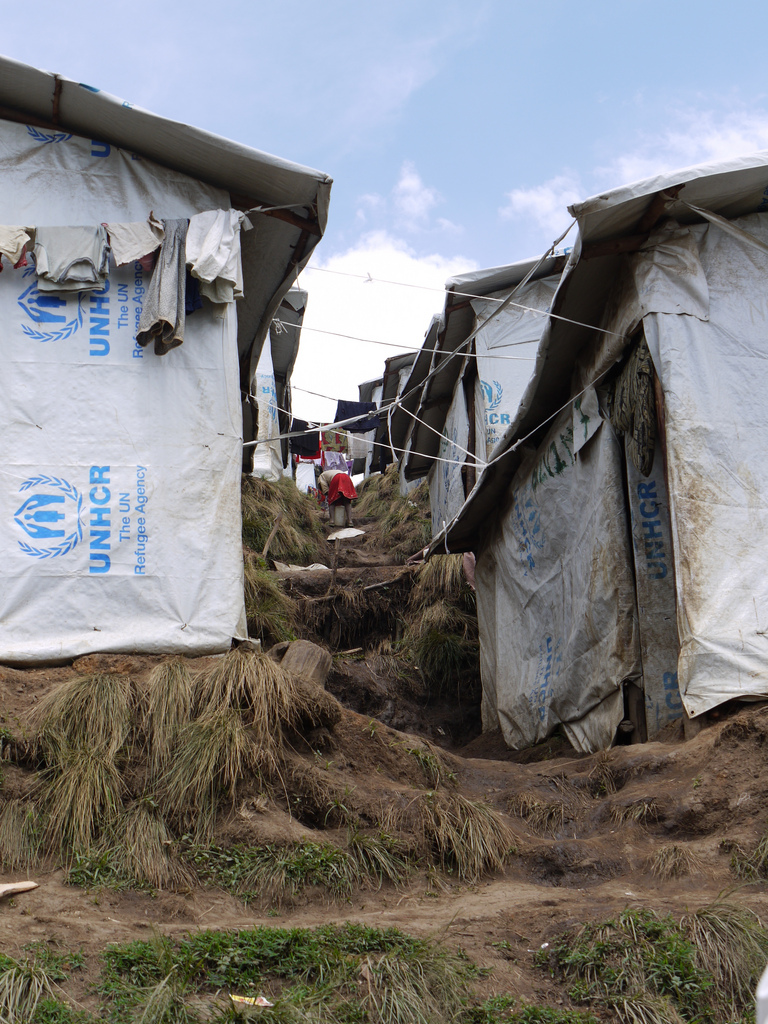
Ein Pfad zwischen den Flüchtlingsunterkünften – das Fehlen eines soliden Entwässerungsnetzes wird hier während der Regenzeiten zum Problem

Das Flüchtlingslager Kigeme (englisch Kigeme refugee camp) befindet sich in der Südprovinz von Ruanda an der Nationalstraße 10 innerhalb des Sektors Gasaka im Distrikt Nyamagabe.

## Geschichte und Flüchtlinge
Das Flüchtlingslager Kigeme wurde ursprünglich für Flüchtende aus Burundi errichtet. Diese kehrten bis 2009 in ihr Heimatland zurück. Nachdem es im April 2012 zu Kämpfen zwischen der kongolesischen Armee und der paramilitärischen Bewegung 23. März in der Kivu-Region im Osten der Demokratischen Republik Kongo kam, erreichten Ruanda über 35.000 Flüchtlinge. Da die bestehenden Camps für kongolesische Flüchtlinge in Gihembe, Nyabiheke und Kiziba nicht mehr ausreichten, wurde das Flüchtlingslager Kigeme im Juni 2012 wiedereröffnet. Zudem wurde das Flüchtlingslager Mugombwa im Distrikt Gisagara gegründet.
Im März 2024 beherbergte das Lager in Kigeme 14.677 Flüchtlinge und Asylsuchende, die weiterhin vor allem aus dem Ostkongo stammten. Davon waren etwa 50 Prozent jünger als 18 Jahre. Die meisten der Flüchtlinge sind Christen (Adventisten). Die Mehrheit spricht Kinyarwanda, eine der offiziellen Sprachen Ruandas.

## Aufbau und Verwaltung
Das Lager, das eine Fläche von rund 35 Hektar aufweist, ist in sieben Viertel unterteilt. Diese bestehen aus mehreren Dörfern, von denen es insgesamt 18 gibt.
Die ruandische Regierung verwaltet das Camp über das Ministry in charge of Emergency Management  (MINEMA) in Zusammenarbeit mit dem UNHCR. Das MINEMA wird von einem Campleiter und stellvertretenden Campleiter repräsentiert. Darüber hinaus sind im Flüchtlingslager Mitarbeiter des ruandischen Directorate General of Immigration and Emigration (DGIE) und der Rwanda National Police vertreten. Ein Flüchtlingsvorstand aus acht Personen – vier Männer und vier Frauen – vertreten die Flüchtlinge, angeführt von einem Präsidenten und dessen Stellvertreter. Der Vorstand wird jeweils für zwei Jahre gewählt. Darüber hinaus wird in jedem der Viertel und Dörfer jeweils ein Repräsentant gewählt, um auftretende Probleme zu kommunizieren. Neue Flüchtlinge im Alter von mindestens 16 Jahren erhalten einen von der National Identification Agency (NIDA) ausgestellten Ausweis.
Neben dem UNHCR sind weitere im Flüchtlingslager involvierte Organisationen:
- Prison Fellowship Rwanda (PFR)
- Humanity & Inclusion (HI)
- Plan International (PI)
- World Vision International (WVI)
- Adventist Development and Relief Agency (ADRA)
- Save The Children
- Deutsche Gesellschaft für Internationale Zusammenarbeit (GIZ)
- Alight
- African Humanitarian Agency (AHA)
- Inkomoko
- World Food Program (WFP)

## Infrastruktur

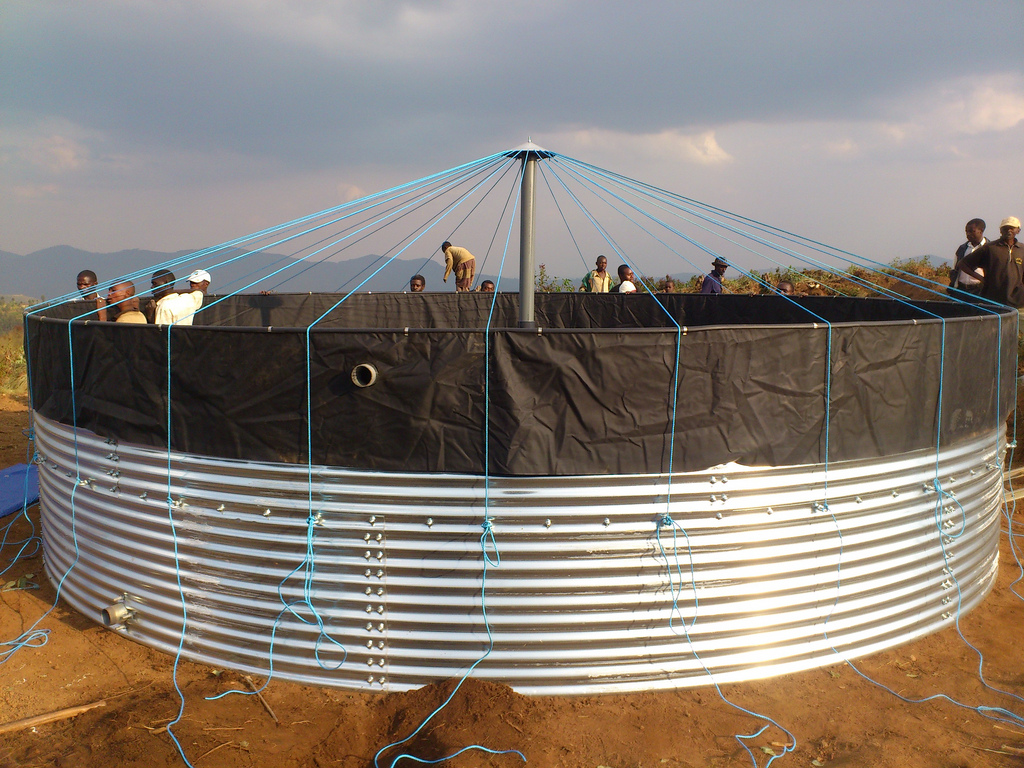
Bau eines Wassertanks im Lager

An Sanitäranlagen verfügt das Flüchtlingslager Kigeme Stand März 2024 über 34 Wasserstellen mit 200 Wasserhähnen, 34 Latrinenblöcke mit 434 Latrinen (davon 30 barrierefrei) und 43 Duschblöcke mit 344 Duschständen. Etwa 1165 Haushalte haben ein Solarsystem für nächtliche Beleuchtung. Die Flüchtlinge werden mit Kochherden versorgt, die sie über ein 2016 gestartetes Projekt der Global Alliance for Clean Cookstoves mieten können gegen eine Verpflichtung für diese monatlich Pellets über Geld des World Food Programs zu kaufen.

## Bildung und Gesundheit

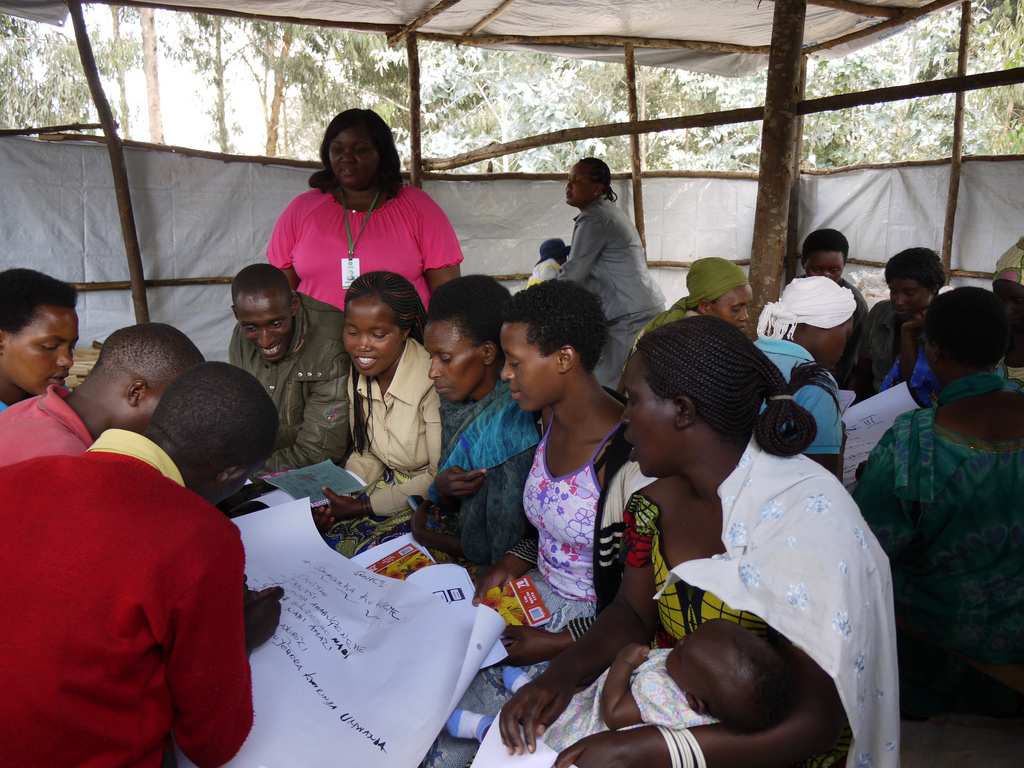
Gesundheitliche Schulungsveranstaltung von Oxfam im Flüchtlingslager

Ein Großteil der im Flüchtlingslager lebenden Kinder besucht laut dem UNHCR in der Umgebung liegende, ruandische Schulen. UNHCR übernimmt das Schulgeld für Schüler, die spezielle Schulen besuchen sowie Schuluniformen, Lehrmittel und anderes Material. Kleinkinder werden über HBECD-Initiativen (Home-Based Early Childhood Development) versorgt. Dabei schließen sich jeweils Gruppen von 10 Müttern zusammen, um abwechselnd etwa 15 Kinder an einem möglichst geeigneten Ort nahe den Unterkünften – meist zwischen diesen – zu beaufsichtigen und mit ihnen Aktivitäten durchzuführen.
Ein sich im Flüchtlingslager befindendes Gesundheitszentrum wird von Save the Children International geleitet. Die Organisation führt auch obligatorische Impfungen für Kinder unter 5 Jahren wie beispielsweise Impfungen gegen Masern durch.

## Probleme durch Bodenerosion
Während der Regenzeiten ist die mangelhafte Entwässerung im und um das Lager in dem für Ruanda typischen, hügeligen Terrain ein Problem, da Erosionsrinnen entstehen. Eine Gefahr für die Unterkünfte im Flüchtlingslager stellen zudem Erdrutsche dar, die aufgrund von Bodenerosion und durch den Einfluss der globalen Erwärmung verstärkten Regenfällen zunehmen. 2021 wurden aufgrund der Erdrutschgefahr laut MINEMA 3292 der kongolesischen Flüchtlinge in das Flüchtlingslager Mahama umgesiedelt. 2024 stellte die ruandische Regierung über MINEMA und das von der Weltbank finanzierte Projekt Jya Mbere 9 Milliarden Ruanda-Franc für die Sanierung von Erosionsrinnen in Flüchtlingslagern im Land bereit. Dazu werden unter anderem Stützmauern gebaut, Wasserleitungen verlegt sowie Bambus und Gras zur Bodenfestigung gepflanzt.